# Sext Juli Cèsar (pretor 123 aC)
Sext Juli Cèsar (en llatí Sextus Julius Caesar) va ser un magistrat romà. Formava part de la gens Júlia, i era de la branca dels Cèsar.
Era fill de Sext Juli Cèsar, que va ser cònsol l'any 157 aC. Va ser nomenat pretor urbà l'any 123 aC. Sabem d'ell només per aquesta menció que en fa Ciceró.